# Carl E. Bailey

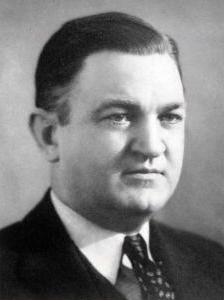
Carl Edward Bailey (1938)

Carl Edward Bailey, född 8 oktober 1894 i Bernie, Missouri, död 23 oktober 1948 i Little Rock, Arkansas, var en amerikansk demokratisk politiker. Han var den 31:a guvernören i delstaten Arkansas 1937-1941.
Bailey hade inte råd med att studera vid University of Missouri, så han valde Chillicothe Business College i stället. Han flyttade 1917 till Poinsett County, Arkansas. Han studerade sedan juridik och inledde 1923 sin karriär som advokat i Arkansas. Han var delstatens justitieminister (Arkansas Attorney General) 1935-1937. Maffiabossen Lucky Luciano blev 1936 anhållen i Arkansas och försökte förgäves muta Bailey för att slippa sin rättegång i delstaten New York.
Efter två mandatperioder som guvernör kandiderade Bailey utan framgång till en tredje mandatperiod.
Baileys grav finns på begravningsplatsen Roselawn Memorial Park i Little Rock. Han var medlem i Kristna Kyrkan - Kristi Lärjungar.